# Volcán Sincholagua
El Sincholagua es un volcán inactivo de Ecuador, localizado a 17 kilómetros (10,6 mi) noroeste del volcán Cotopaxi y 45 kilómetros (28,0 mi) al sureste de Quito. Es la 12.ª cumbre más alta en el país con 4,899m pero también es una de las menos conocidas. El nombre de la montaña proviene de la palabra indígena Quichua sinchijagua, que significa algo así como "empinado hacia arriba". Debido a su proximidad al volcán Cotopaxi, el segundo pico más alto en Ecuador y el volcán más popular, es muy poco visitado en comparación con otras montañas en el país. Tiene una cumbre muy escarpada y en algún momento tenía cubierta glaciar durante todo el año, pero todos sus glaciares se derritieron hace varias décadas. Sin embargo, la nieve todavía se puede ver en el pico ya que a veces hay fuertes nevadas en la cumbre.

## Escalada Sincholagua
El Sincholagua es una montaña poco escalada en Ecuador porque es difícil de acceder y, además, es poco conocida a diferencia de otras montañas y volcanes del país. También, hay que realizar una larga caminata de aproximación para acceder a ella en comparación con otros como el Volcán Pichincha y el Cotopaxi que tienen un acceso más rápido y sencillo. El Sincholagua es conocido por las vistas de las montañas circundantes como el Cotopaxi y el Antisana, así como de la Cordillera Occidental y la selva amazónica. La subida tiene una dificultad moderada y para llegar a la cumbre toma un estimado de tres horas y treinta minutos desde el campamento base con condiciones climáticas ideales. La cresta Noroeste es la ruta normal para ascender la montaña y fue utilizada por los primeros escaladores. Las personas que lo quieren escalar, por lo general, vienen desde el sur a través del parque nacional Cotopaxi. También se puede acceder desde Quito.

## Historia

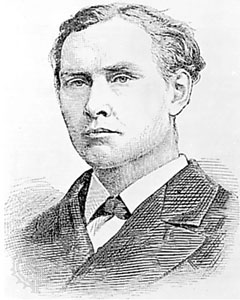
Edward Whymper, un alpinista y explorador inglés, fue la primera persona en ascender Sincholagua.

La primera persona que logró escalar la cumbre del Sincholagua fue Edward Whymper en 1880. Whymper es muy conocido por ser el primero en ascender el Cervino, una de las más famosas montañas de los Alpes, en la frontera entre Italia y Suiza. También fue el primero en llegar a la cumbre de la montaña más alta en Ecuador, el volcán Chimborazo. El Sincholagua perdió todos los glaciares permanentes de su cumbre hace décadas, pero antes se calcula que tuvo una cubierta de glaciar de aproximadamente 1.5 kilómetros por mucho tiempo. Un río que corre alrededor de la montaña, el Río Pita, se ensanchó debido a la última gran erupción en 1877. Cuando Whymper ascendió al Sincholagua, el Río Pita tenía 60 metros de ancho y casi 1 metro de profundidad y en 1892, después de la erupción, fue de 335 metros de ancho y 15 metros de profundidad, en su parte más ancha y profunda. Actualmente se considera una corriente más que un río.

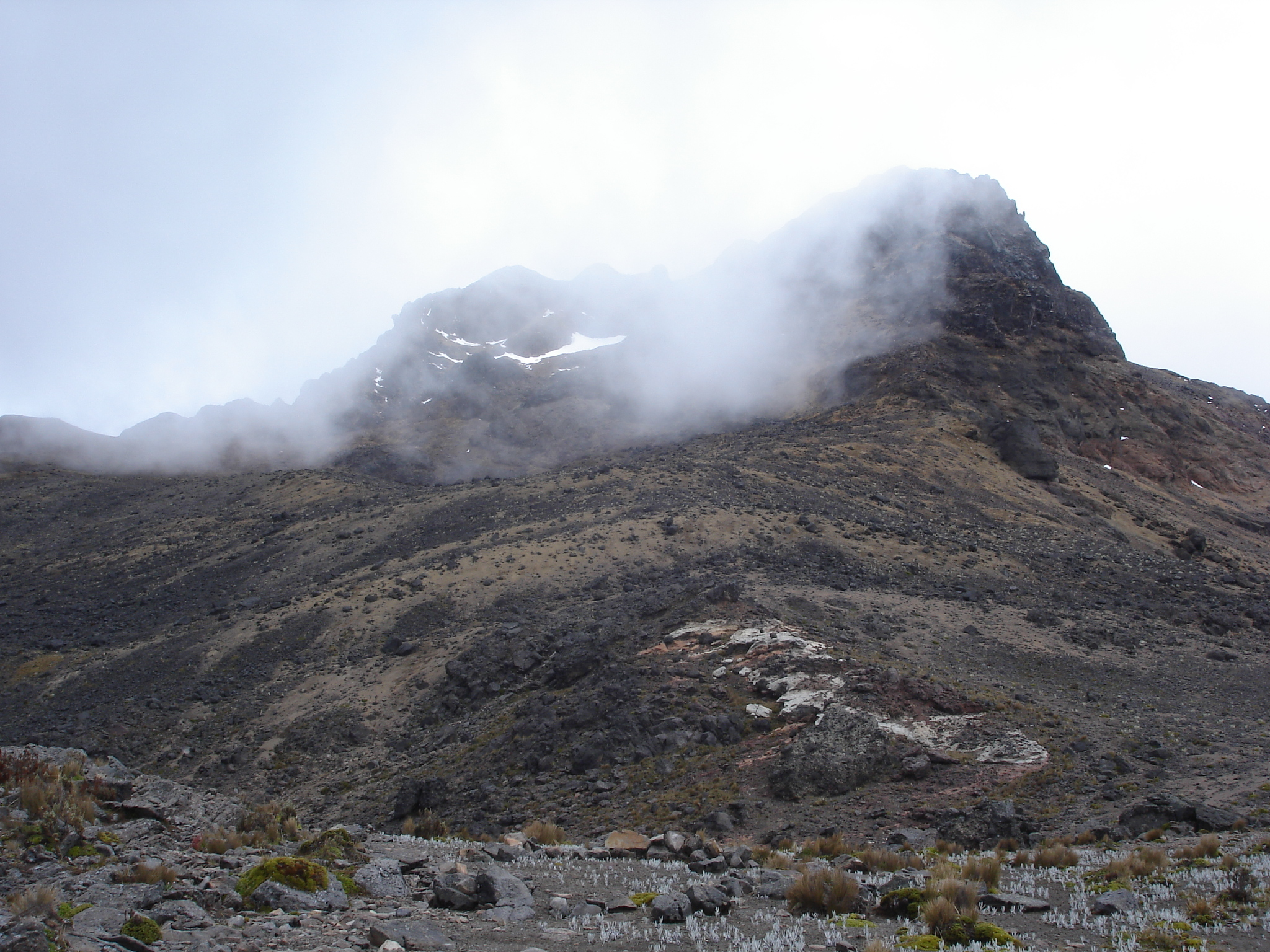
Vista del Sincholagua, volcán inactivo en Ecuador.
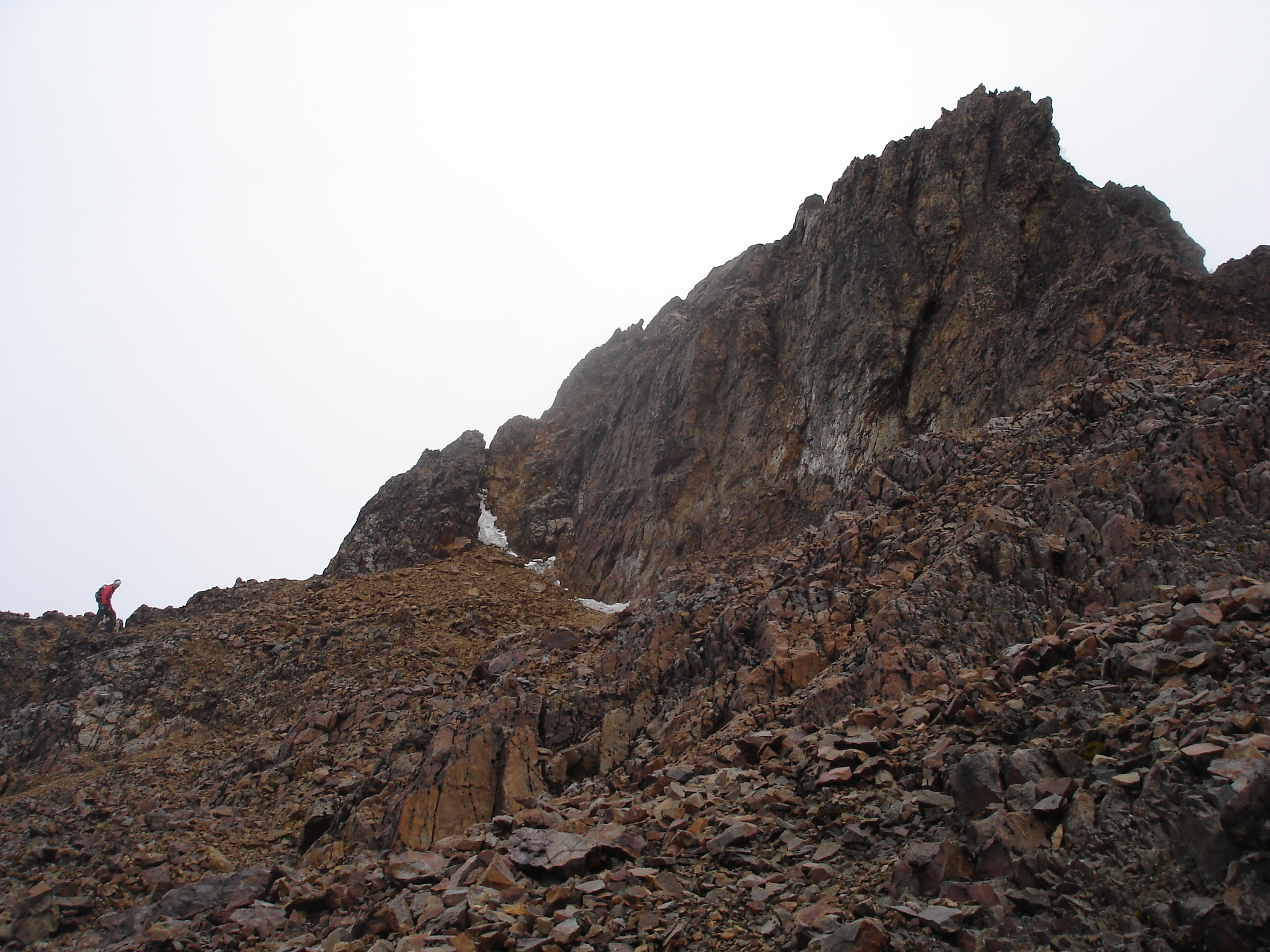
Vista de la cumbre.
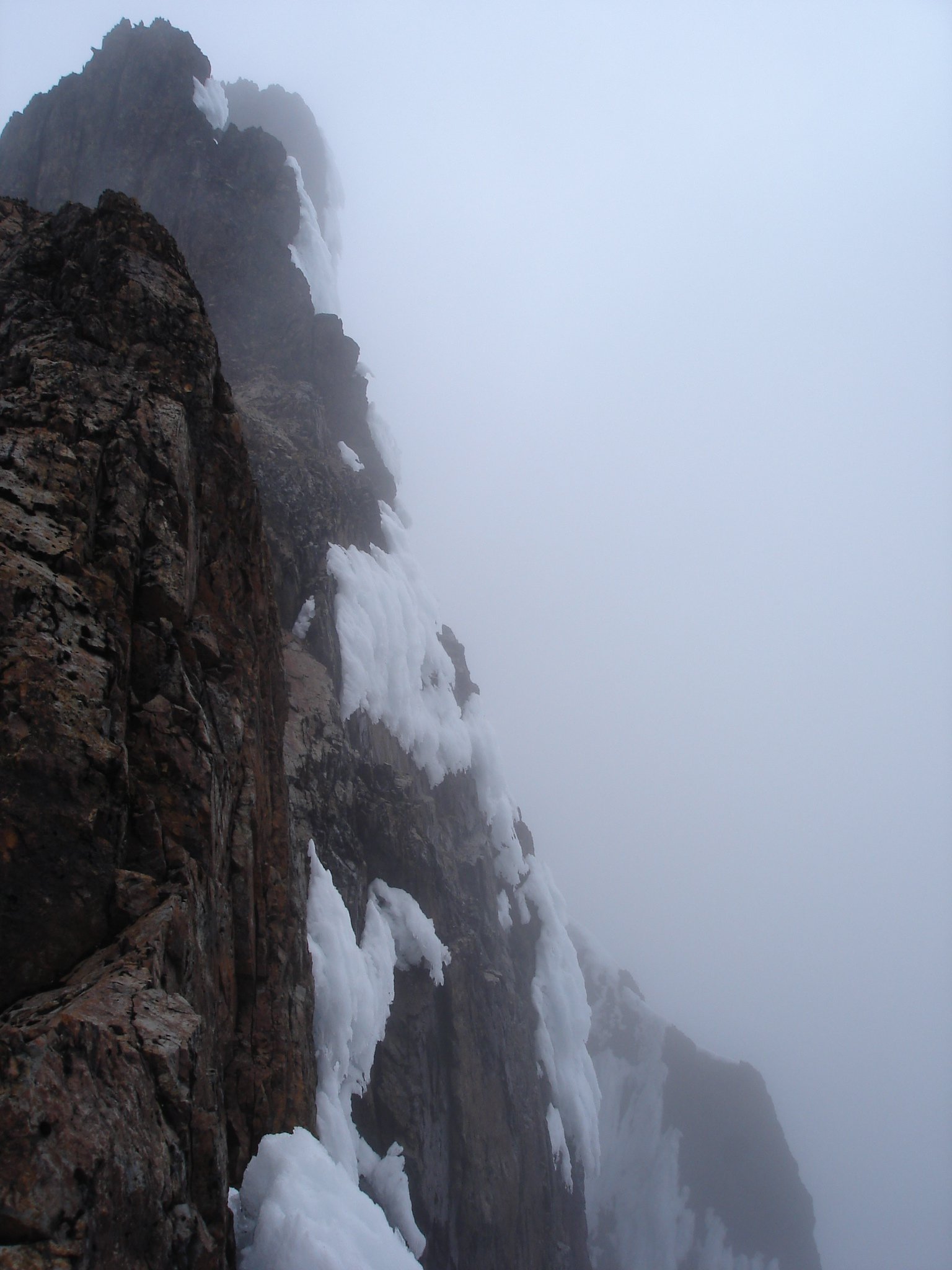
Nevero en la cumbre del Sincholagua.